# Rimantadine
La rimantadine (DCI, vendue sous les noms de Flumadine ou Roflual) est un antiviral prescrit oralement, utilisé pour traiter, et dans de rares cas prévenir, une infection par le virus de la grippe A.  Pris un ou deux jours après le début des symptômes, la rimantadine peut réduire la durée et modérer la gravité de la grippe. La rimantadine, et un autre médicament similaire, l'amantadine sont tous deux dérivés de l'adamantane. La rimantadine a été autorisée sur le marché par la Food and Drug Administration (FDA) aux États-Unis en 1994.
Selon le CDC, 100 % des échantillons testés de la grippe saisonnière H3N2 et de la grippe A (H1N1) de 2009 montrent une résistance à la rimantadine et elle n'est plus recommandée en traitement de la grippe.

## Molécule active
Il s'agit d'un dérivé d'un antiparkinsonien (l'amantadine) produit après que des médecins ont constaté que dans certaines maisons de retraite, des malades parkinsoniens traités par l'amantadine échappaient plus souvent à la grippe saisonnière.

## Fonctionnement
L'amantadine et la rimantadine sont deux molécules qui agissent en inhibant la protéine M2, retrouvée uniquement chez les virus grippaux A (et donc inactifs sur les virus grippaux B). La protéine M2 est ancrée dans l'enveloppe virale, elle possède une activité de type "pompe à proton". Après pénétration du virus influenza type A dans la cellule cible par endocytose, la protéine M2, par son activité de canal ionique, acidifie le contenu de la particule virale permettant ainsi la dissociation des ARN viraux de la matrice. Ceux-ci migrent alors vers le noyau où ils sont transcrits et répliqués. L'amantadine et la rimantadine, en inhibant la protéine M2, inhibe la libération du génome viral et donc sa réplication.

## Usage
- préventif ou en traitement précoce,
- efficace uniquement pour les virus de la grippe A.
- durée du traitement : 10 jours au moins.

Avantage : beaucoup moins de réactions secondaires que l’amantadine.

Inconvénient : son utilisation intensive a conduit à l’apparition de virus résistants. Il est maintenant interdit dans plusieurs pays pour cette raison.